# Década de 190 a.C.
Séculos: (Século III a.C. - Século II a.C. - Século I a.C.)
Décadas: 240 a.C. 230 a.C. 220 a.C. 210 a.C. 200 a.C. - 190 a.C. - 180 a.C. 170 a.C. 160 a.C. 150 a.C. 140 a.C.
Anos: 199 a.C. - 198 a.C. - 197 a.C. - 196 a.C. - 195 a.C. - 194 a.C. - 193 a.C. - 192 a.C. - 191 a.C. - 190 a.C.